# Kaido Kaaberma
Kaido Kaaberma (Haapsalu, 18 de noviembre de 1968) es un deportista estonio que compitió en esgrima, especialista en la modalidad de espada.
Ganó cuatro medallas en el Campeonato Mundial de Esgrima entre los años 1990 y 2001, y tres medallas en el Campeonato Europeo de Esgrima entre los años 1997 y 2001.
Participó en tres Juegos Olímpicos de Verano, ocupando el cuarto lugar en Barcelona 1992, en la prueba individual, el quinto en Atlanta 1996 y el noveno en Sídney 2000, en la prueba por equipos.

## Palmarés internacional
| Representando a la URSS |                      |                   |                    |
| Campeonato Mundial      |                      |                   |                    |
| Año                     | Lugar                | Medalla           | Prueba             |
| 1990                    | Lyon (Francia)       | Medalla de bronce | Espada por equipos |
| 1991                    | Budapest (Hungría)   | Medalla de oro    | Espada por equipos |
| Representando a Estonia |                      |                   |                    |
| Campeonato Mundial      |                      |                   |                    |
| Año                     | Lugar                | Medalla           | Prueba             |
| 1999                    | Seúl (Corea del Sur) | Medalla de bronce | Espada individual  |
| 2001                    | Nimes (Francia)      | Medalla de plata  | Espada por equipos |
| Campeonato Europeo      |                      |                   |                    |
| Año                     | Lugar                | Medalla           | Prueba             |
| 1997                    | Gdansk (Polonia)     | Medalla de plata  | Espada individual  |
| 2000                    | Funchal (Portugal)   | Medalla de plata  | Espada individual  |
| 2001                    | Coblenza (Alemania)  | Medalla de bronce | Espada individual  |